# Nave da crociera

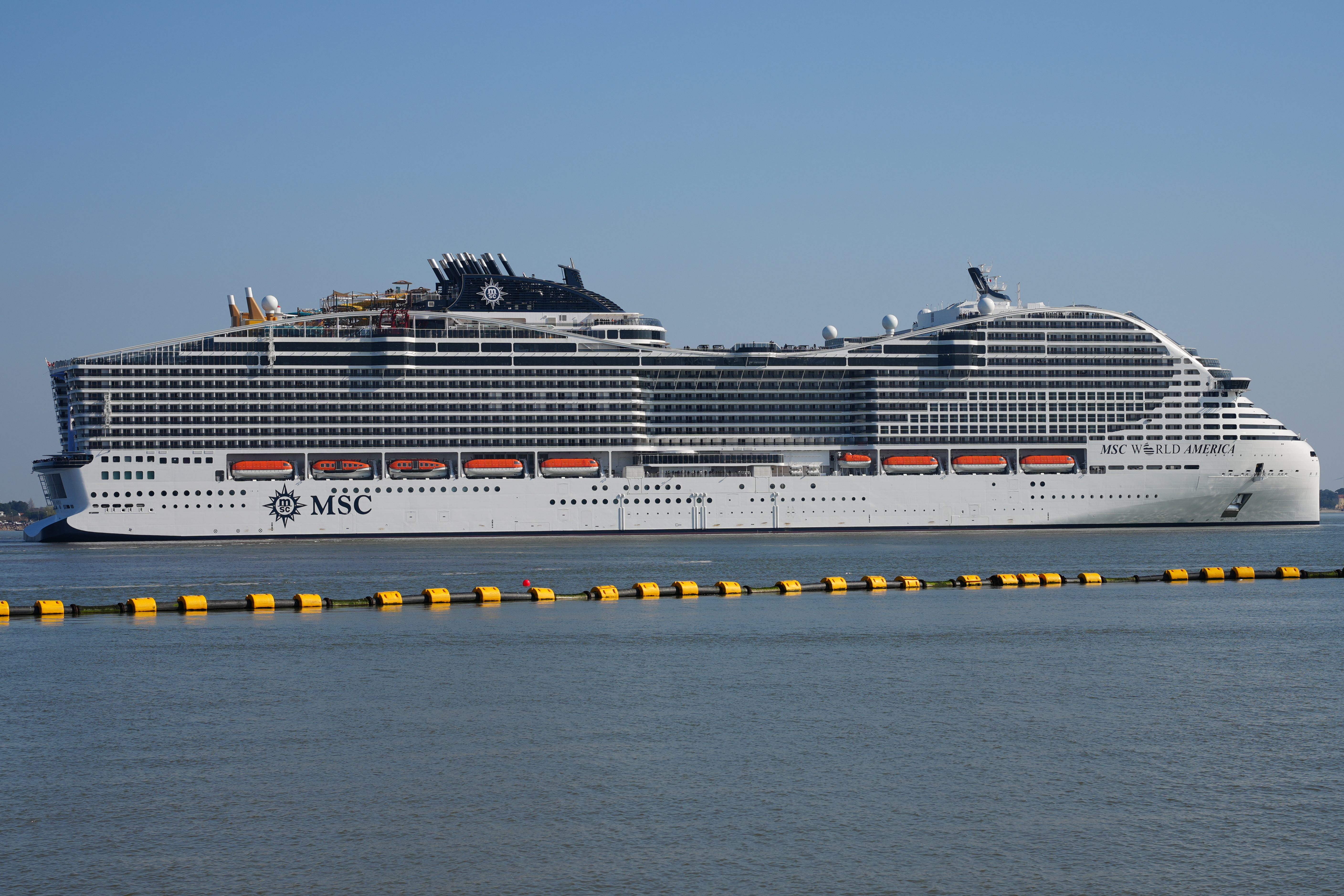
La MSC World America, ammiraglia della compagnia Italo-Svizzera MSC Crociere, nel cantiere navale di Saint-Nazaire, Francia

La nave da crociera è una motonave di medie-grosse dimensioni utilizzata per le crociere, viaggi a fini turistici e ricreativi con una durata variabile da una a quattro settimane, durante i quali i clienti vengono intrattenuti a bordo con le varie strutture presenti, soprattutto di tipo ricreativo e sportivo. Vera e propria icona del turismo di massa moderno, traggono origine dai transatlantici, grandi navi passeggeri inizialmente utilizzate per collegamenti passeggeri in regolare servizio di linea tra il continente europeo e quello americano.

## Storia
La prima nave da crociera al mondo fu la Francesco I, battente bandiera del Regno delle Due Sicilie, costruita nei cantieri navali di Castellammare di Stabia nel 1831. Era un piroscafo che aveva una velocità eccezionale rispetto alle altre navi dell'epoca, grazie a motori da 120 cavalli rispetto agli 80 dei francesi e ai 25 degli italiani; la prima crociera al mondo salpò da Napoli nei primi di giugno del 1833.

Le prime crociere commerciali furono organizzate dalla HAPAG di Albert Ballin, che nel 1891 iniziò un servizio periodico e regolare di viaggi in nave esplicitamente ricreativi e non finalizzati al trasporto di linea di passeggeri tra due località prestabilite. La prima unità di questo genere a superare le 100.000 tonnellate di stazza lorda è stata la Carnival Destiny (101353 tsl), costruita in Italia negli stabilimenti Fincantieri di Monfalcone e immessa in servizio nel 1994. Attualmente (2025) la nave da crociera più grande al mondo è la Icon of the Seas, seguita dalla Utopia of the Seas e dalla Wonder of the Seas, tutte appartenenti alla compagnia norvegese/statunitense Royal Caribbean International. Anche le precedenti detentrici del record, appartenevano a tale compagnia, che è la prima al mondo nel suo settore seguita dalla Carnival Cruise Lines.

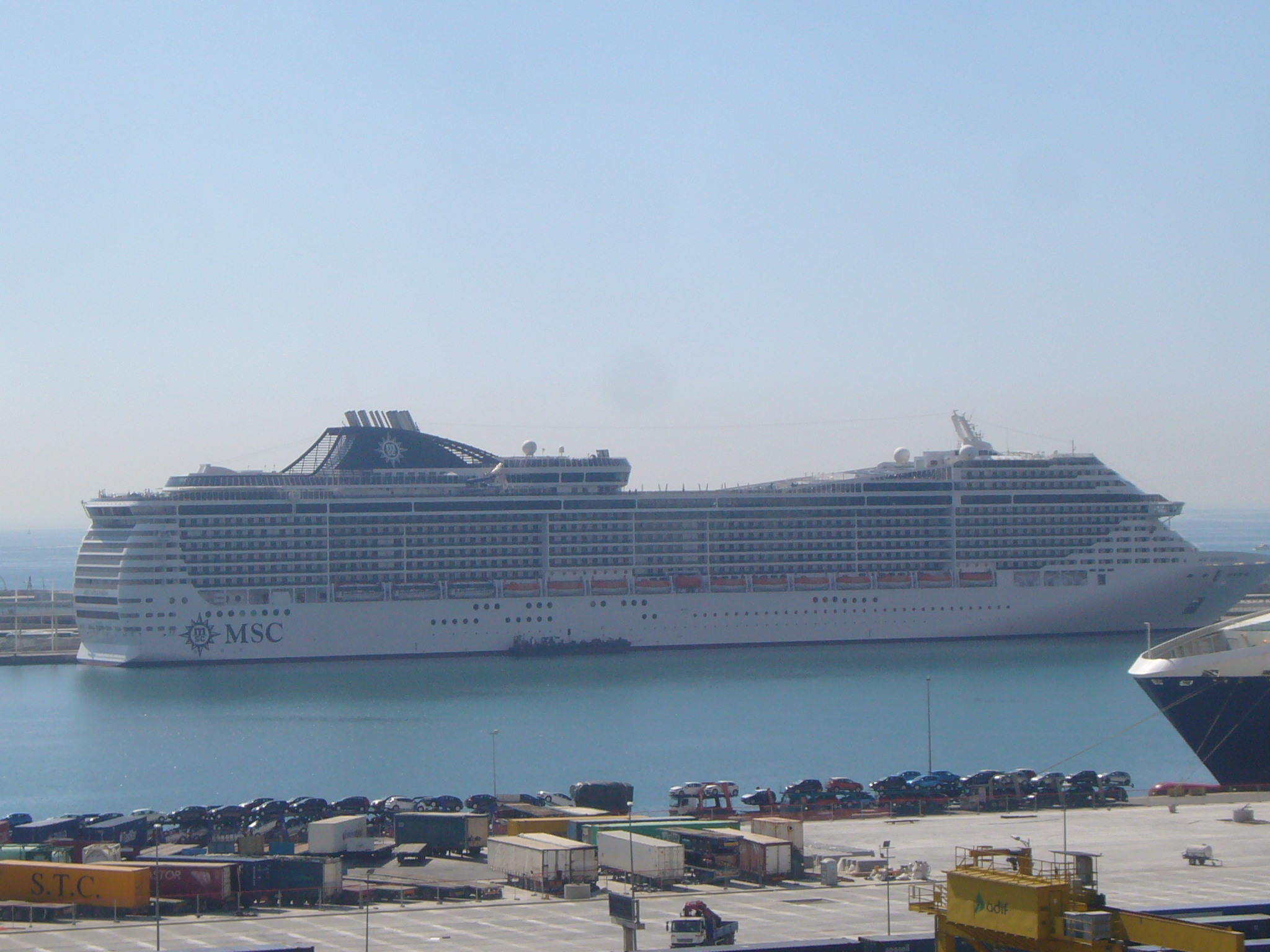
MSC Fantasia al porto di Barcellona

## Descrizione

### Compagnie di navigazione
In Italia, ad oggi, il mercato delle crociere è diviso principalmente tra due compagnie di navigazione: la Costa Crociere, con sede a Genova, e la MSC Crociere, con sede a Ginevra (Svizzera).
La Costa Crociere fu fondata a Genova nel 1854 dall'armatore Giacomo Costa, inizialmente gestiva commerci di prodotti alimentari e tessili ed iniziò ad organizzare viaggi marittimi a scopo turistico negli anni 1950, periodo in cui stava avendo inizio il declino dei viaggi transatlantici in nave a seguito all'introduzione degli aeroplani con motore a getto; è attualmente di proprietà della più grande realtà mondiale nel settore crocieristico, la Carnival Corporation & Plc. La MSC Crociere, invece, è nata nel 1987 dalle ceneri della storica compagnia Flotta Lauro, fondata a Napoli nel 1923 dall'omonima famiglia di armatori, a seguito di un'iniziativa dell'allora Ministro dell'Industria italiano Adolfo Battaglia.

## Impatti ambientali
La maggioranza delle navi di questo settore fa uso di sistemi di propulsione ad olio combustibile pesante, il combustibile più inquinante disponibile ad oggi, con un impatto estremamente negativo sulla qualità dell'aria, soprattutto per le città portuali.
L'associazione non governativa Friends of the Earth stila ogni anno una classifica sugli impegni ambientali delle 18 principali compagnie di crociera, basata su quattro parametri: trattamento degli scarichi, riduzione dell'inquinamento dell'aria, rispetto delle normative sulla qualità dell'acqua e trasparenza pubblica.
Controverso risulta l'impatto economico e sociale indotto nelle località di attracco, soprattutto le più piccole, dall'affluenza turistica repentina di migliaia di persone.